# ساوت‌مینستر
latitudeساوت‌مینسترlongitudeساوت‌مینستر
ساوت‌مینستر (به انگلیسی: Southminster) یک شهرک در بریتانیا است که در اسکس واقع شده‌است.

## خصوصیات
ساوت‌مینستر ۳٬۷۷۶ نفر جمعیت دارد.